# Copa de Naciones de la WAFU 2011
La Copa de Naciones de la WAFU 2011 fue la 3ª edición de este torneo de fútbol a nivel de selecciones nacionales organizado por la WAFU y que contó con la participación de 8 selecciones de África Occidental, aunque 3 de ellas abandonaron el torneo.
Togo venció al campeón defensor Nigeria en la final disputada en Abeokuta, Nigeria para ganar el torneo por primera vez.

## Fase de grupos

### Grupo A
| Nación  | J | G | E | P | GF | GC | GD | Pts |
| ------- | - | - | - | - | -- | -- | -- | --- |
| Nigeria | 2 | 2 | 0 | 0 | 5  | 0  | +5 | 6   |
| Liberia | 2 | 1 | 0 | 1 | 2  | 2  | 0  | 3   |
| Níger   | 2 | 0 | 0 | 2 | 1  | 6  | -5 | 0   |

Malí abandonó el torneo.
| Nigeria | 1 – 0 | Liberia |
| Níger   | 0 – 4 | Nigeria |
| Liberia | 2 – 1 | Níger   |

### Grupo B
| Nación | J | G | E | P | GF | GC | GD | Pts |
| ------ | - | - | - | - | -- | -- | -- | --- |
| Togo   | 2 | 1 | 0 | 1 | 3  | 3  | 0  | 3   |
| Ghana  | 2 | 1 | 0 | 1 | 3  | 3  | 0  | 3   |

Senegal y Gambia abandonaron el torneo.
Como solamente quedaron 2 selecciones en el grupo, se determinó que debían enfrentarse dos veces para determinar al ganador del grupo. Ambas selecciones clasificaron automáticamente a la siguiente ronda.
| Equipo 1 | Agr.        | Equipo 2 | Ida | Vuelta |
| -------- | ----------- | -------- | --- | ------ |
| Togo     | 3-3 (3-4 p) | Ghana    | 1-2 | 2-1    |

## Ronda Final

### Semifinales
| Equipo 1 | Resultado | Equipo 2 |
| -------- | --------- | -------- |
| Nigeria  | 2-1       | Ghana    |
| Liberia  | 2-4       | Togo     |

### Tercer Lugar
| Equipo 1 | Resultado | Equipo 2 |
| -------- | --------- | -------- |
| Ghana    | 1-3       | Liberia  |

### Final
| 15 de mayo de 2011 | Nigeria                  | 2 – 3   | Togo                          | MKO Abiola Stadium, Abeokuta, Nigeria |  |
|                    | Ibenegbu 25', 45' (pen.) | Reporte | Lalawele 2', 60' · Senome 20' |                                       |  |

## Campeón
| Copa de Naciones de la WAFU 2011 |
| -------------------------------- |
| Bandera de Togo                  |
| Togo 1º Título                   |